# Triangulation (samfundsvidenskab)
I samfundsvidenskab er triangulation ofte benyttet som indikator på, at mere end to metoder er benyttet i undersøgelsen, således at resultatet er dobbelt- eller trippelttjekket. Dette kaldes også for "krydsundersøgelse".
Pointen er, at resultatet bliver mere sikkert, hvis forskellige metoder fører til det samme resultat. Hvis en undersøger kun benytter én metode, så er fristelsen til, at undersøgeren tror på resultatet, stor. Hvis en undersøger benytter to metoder, så kan der være modsatrettede resultater. Ved brug af tre metoder er håbet, at mindst to af de tre metoder giver det samme resultat. Hvis alle tre metoder giver forskellige resultater, så ved undersøgeren, at det er nødvendigt at omformulere undersøgelsesspørgsmålet og/eller overveje sit metodevalg.

## Triangulation i forskning
Triangulation er et kraftfuldt redskab i forskning til brug for datavalidering gennem brug af krydsverificering fra mere end to kilder. Især refererer det til anvendelse og kombination af flere undersøgelsesmetoder i forbindelse med studiet af det samme fænomen.
- Det kan være gennem både kvantitativ validering og kvalitative undersøgelser.
- Det er en hensigtsmæssig metodestrategi til afgøre troværdigheden af kvalitative analyser.
- Det bliver et alternativ til traditionelle kriterier som pålidelighed og validitet.
- Det er den foretrukne retning inden for samfundsvidenskab.

Ved at kombinere flere observatører, teorier, metoder og empiriske materialer kan undersøgeren håbe at overvinde svagheder – eller egentlige bias – og de problemer, der kommer ved brug af en enkelt metode, en enkelt observation eller en enkelt teori.

### Formålet
Formålet med triangulation i kvalitative undersøgelser er at forbedre pålideligheden og validiteten af resultaterne. Flere lærde har gennem årerne tilstræbt at definere triangulation.
- Cohen and Manion (1986) definerer triangulation som et "attempt to map out, or explain more fully, the richness and complexity of human behavior by studying it from more than one standpoint."[3]
- Altrichter et al. (2008) hævder at triangulation "gives a more detailed and balanced picture of the situation." [4]
- According to O’Donoghue and Punch (2003), er triangulation en “method of cross-checking data from multiple sources to search for regularities in the research data."[5]

### Typer af triangulation
Denzin (1978) identificerede fire basisformer for triangulation:
- Datatriangulation: involverer tid, rum og personer
- Undersøgertriangulation: involverer flere undersøgere i en undersøgelse
- Teoritriangulation: involverer brug af mere end en teoretisk ramme
- Metodisk triangulation: involverer brug af mere end en metode i dataindsamlingen, såsom interviews, observationer, spørgeskemaer og dokumenter.

- Social triangulation: at der skabes en tryg relation mellem barnet og en fremmed voksen ved, at en voksen, som barnet er tryg ved, indledningsvist er til stede og viser en tryg og positiv attitude over for den anden voksne.